# Futbolniy Klub SKA Rostov-on-Don
O Futbolniy Klub SKA Rostov-on-Don (em russo: Профессиональный футбольный клуб "СКА Ростов-на-Дону", transliterado para Futbol'niy klub "SKA Rostov-on-Don") é um clube de futebol russo, sediado em Rostov do Don. Atualmente disputa a terceira divisão do Campeonato Russo.

## História
O clube foi fundado em agosto de 1937, chamando-se RODVA até 1953. Foi também renomeado para ODO (1954 a 1956) e SKVO (1957 a 1959 e 2013 a 2015). No extinto Campeonato Soviético de Futebol, jogou entre 1959 e 1973, tendo um 2° lugar na edição de1966 como sua melhor posição final. Entre 1974 e a década de 1980, alternou entre idas e vindas à primeira, segunda e terceira divisões. A única vez que disputou uma competição europeia foi na temporada 1981-82, quando jogou a Taça dos Clubes Vencedores de Taças (precursora da atual Liga Europa da UEFA), e após derrotar o Ankaragücü (Turquia) na primeira rodada de classificação, foi eliminado pelos alemães-ocidentais do Eintracht Frankfurt, embora tivessem vencido o primeiro jogo por 1 a 0.
Jamais disputou a primeira divisão do Campeonato Russo, sempre figurando nas divisões de acesso e terminando-os com frequência na parte intermediária da tabela.

## Uniforme
O uniforme 1 do SKA Rostov-on-Don é composto de camisa vermelha, calção e meias azuis, enquanto o uniforme reserva é predominantemente azul (a camisa é vermelha com detalhes em branco e mangas azuis).

## Elenco
Nota: Bandeiras indicam equipe nacional, conforme definido pelas regras de elegibilidade da FIFA. Os jogadores podem ter mais de uma nacionalidade não-FIFA.
| N.º |        | Posição | Jogador              |
| --- | ------ | ------- | -------------------- |
|     | Rússia | G       | Aleksandr Afanasyev  |
|     | Rússia | G       | Araik Avetisyan      |
|     | Rússia | G       | Aleksandr Karnaukhov |
|     | Rússia | D       | Mikhail Borisov      |
|     | Rússia | D       | Aleksandr Fyodorov   |
|     | Rússia | D       | Vasiliy Mironik      |
|     | Rússia | D       | Roman Romanov        |
|     | Rússia | D       | Ilya Yermakov        |
|     | Rússia | M       | Ivan Bachurin        |
|     | Rússia | M       | Kirill Davydov       |
|     | Rússia | M       | Daniil Gorovykh      |
|     | Rússia | M       | Dmitriy Grebenyukov  |
|     | Rússia | M       | Daniil Ivankov       |

| N.º |        | Posição | Jogador                               |
| --- | ------ | ------- | ------------------------------------- |
|     | Rússia | M       | Magomednabi Kazhlayev                 |
|     | Rússia | M       | Kirill Klysha                         |
|     | Rússia | M       | Filipp Kondryukov                     |
|     | Rússia | M       | Denis Kutepov                         |
|     | Rússia | M       | Valeriy Manko                         |
|     | Rússia | M       | Ivan Pogrebnyak                       |
|     | Rússia | M       | Ruslan Shapovalov                     |
|     | Rússia | M       | Maksim Skrynnik (on loan from Rostov) |
|     | Rússia | M       | Nikolai Stankevich                    |
|     | Rússia | M       | Sergey Zabrodin (on loan from Rostov) |
|     | Rússia | A       | Mate Devadze                          |
|     | Rússia | A       | Anton Nefyodov                        |
|     | Rússia | A       | Kirill Yushko                         |

## Principais jogadores
URSS e Rússia
| - Viktor Bondarenko - Anatoliy Chertkov - Valentin Afonin - Aleksey Yeskov - Sergey Agashkov - Viktor Ponedelnik - Pyotr Kostenko - Aleksandr Vorobyov - Valeriy Goncharov - Aleksandr Andryushchenko | - Andrey Gresheschenko - Aleksandr Zavarov - Anzor Chikhladze - Yuriy Kalitvintsev - / Andrey Redkin - / Stanislav Rudenko - Armands Zeiberliņš - / Leonid Nazarenko - Yuri Kovtun - Stanislav Lebedintsev | - Igor Usminskiy - Oleg Veretennikov - Viktor Korban - Ruslan Nigmatullin - Igor Chernyshov - Vyacheslav Kalashnikov - Rostislav Soldatenko | Ex-repúblicas da URSS - Shota Gabrichidze - Gia Grigalava Ásia - Anzour Nafash |